# Jelizaveta Alexejevna Tarakanovová
Jelizaveta Alexejevna (asi 1745 – 15. /resp. 4./ prosince 1775), později známa spíše jako kněžna Tarakanovová nebo Tarakanoff, byla falešná uchazečka o ruský trůn. Sama se nazývala mj. kňagiňa Vladimirskaja (kněžna vladimirská, franc. princesse de Voldomir), kněžna Alžběta Alexejevna, Fräulein Frank, či Madame Trémouille.
Její příjmení Tarakanova (tarakan je ruský výraz pro švába) je příjmení, které dostala až později v literatuře, divadelních kusech, filmech, či na obrazech, zřejmě na základě kusých údajů o jejím životě a zejména posledních okamžicích. Za svého života pod tímto jménem nebyla známa.

## Životopis
Tarakanovová se prohlašovala za dceru Alexeje knížete Razumovského a Alžběty Ruské, a měla být vychována v Petrohradě. Není však jisté místo ani přesné datum jejího narození, a dokonce ani rodné jméno. Je však známo, že cestovala do mnoha míst západní Evropy.
Byla milenkou hraběte Filipa Ferdinanda Limbursko-Stirumského a nechala se jím vydržovat v naději, že se s ní hrabě ožení.
V toskánském Livornu byla zajata knížetem Orlovem, kterého vyslala carevna Kateřina II., aby ji vyhledal a přivedl zpět. Orlov ji svedl, poté ji vlákal na palubu ruské lodi, kde ji nechal zajmout a v únoru 1775 ji přivezl do Ruska, kde byla uvězněna v Petropavlovské pevnosti. V prosinci téhož roku ve vězení zemřela na tuberkulózu. Byla pohřbena na hřbitově Petropavlovské pevnosti.
Existuje teorie, že její úmrtí bylo zinscenované, a že byla nucena se skrývat v klášteře pod jménem Dosifea. Tajemná řeholnice toho jména byla pak evidována v Ivanovském monastýru od roku 1785 až do své smrti v roce 1810.